# 1959 en philosophie
Chronologie de la philosophie
- 1955
- 1956
- 1957
- 1958
- 1959
- 1960
- 1961
- 1962
- 1963

L’année 1959 a été marquée, en philosophie, par les événements suivants :

## Publications

### Traductions
- Thomas More :  Dialogue du Réconfort dans les Tribulations, trad. Marie-Claire Laisney, Éd. soleil Levant, Namur, 1959.

## Naissances
- 1er janvier : Michel Onfray, philosophe français.

## Décès
- 4 novembre : Friedrich Waismann, philosophe autrichien, né en 1896, mort à 63 ans.